# Heinrich Wilhelm Muzel
Heinrich Wilhelm Muzell (* 14. April 1723 in Berlin; † 9. Dezember 1782 ebenda) war ein deutscher Offizier und Hofrat.

## Leben
Heinrich Wilhelm Muzell war ein Sohn von Friedrich Muzell und dessen Ehefrau Louise Hedwig von Stosch (1692–1748), einer Schwester von Philipp von Stosch. Der Mediziner Friedrich Ludwig Hermann Muzell war sein Bruder.
Muzell versuchte zuerst im Regiment Hacke militärische Karriere zu machen. Als ihm dies nicht gelang, trat er in französische Dienste. Von dort begab er sich 1756 nach Florenz zu seinem Onkel, dem Altertumssammler Philipp von Stosch. Nachdem dieser ihn adoptiert hatte, führte der Neffe den Namen „Muzel-Stosch“. Von Italien aus unternahm Muzel-Stosch Reisen nach England und in die Türkei. 1757 erbte er das Vermögen seines Onkels. Er lernte Johann Joachim Winckelmann kennen, der bis 1759 die Antikensammlung im Auftrag Muzels wissenschaftlich auswertete und die Ergebnisse 1760 unter dem Titel Description des pierres gravées de feu Monsieur le baron de Stosch in Florenz veröffentlichte. Um 1764 verkaufte Muzel-Stosch die Sammlung seines Onkels für 12.000 Reichstaler (nach Rudolf Schwarze) und eine Leibrente von 400 Reichstalern an Friedrich II. Er wurde vom preußischen König als „Baron Stosch“ geadelt und zum Königlichen Hofrat und Aufseher der Königlichen Kunst-, Antiquitäten- und Medaillenkabinette ernannt. Die Friedrich verkaufte Sammlung wurde zu einem Grundstock der heutigen Antikensammlung Berlin.
Muzel-Stosch blieb unverheiratet.